# Уральцевська сільська рада
Ура́льцевська сільська рада (рос. Уральцевский сельский совет) — сільське поселення у складі Далматовського району Курганської області Росії.
Адміністративний центр — село Уральцевське.
Населення сільського поселення становить 337 осіб (2017; 464 у 2010, 761 у 2002).

## Склад
До складу сільського поселення входять:
| Населений пункт    | Населення, осіб (2002) | Населення, осіб (2010) |
| ------------------ | ---------------------- | ---------------------- |
| Дуброва, присілок  | 33                     | 4                      |
| Ошурково, присілок | 113                    | 60                     |
| Уральцевське, село | 614                    | 400                    |